# Баян-Унжуул
Баян-Унжуул (монг. Баян-Өнжүүл) — сомон аймаку Туве, Монголія. Територія 4,0 тис. км², населення 3,2 тис. Центр — селище Иххайрхан розташоване на відстані 160 км від м. Зуунмод та 150 км від Улан-Батора.

## Рельєф
Найвища точка — гора Зорголхайрхан 1668 м. Річок мало, але багато озер. Більшу частину території займають гори та долини висотою 1500–2000 м. На території сомону знаходиться піщаний бархан Ар бурдийн елс довжиною 20 км.

## Клімат
Різкоконтинентальний клімат. Середня температура січня −20°С, липня +24°С. Протягом року в середньому випадає 180–200 мм опадів.

## Корисні копалини
Поклади свинцю, золота, залізної руди, сировини для будівельних матеріалів.

## Тваринний та рослинний світ
Водяться джейрани, вовки, лисиці, дикі степові кішки, тарбагани, зайці, журавлі та ін. Яскраво виражена польова рослинність. Сіро-піщані ґрунти.

## Соціальна сфера
Є школа, лікарня, культурний і торговельно-обслуговуючий центри.